# 阿多尼斯 (小行星)

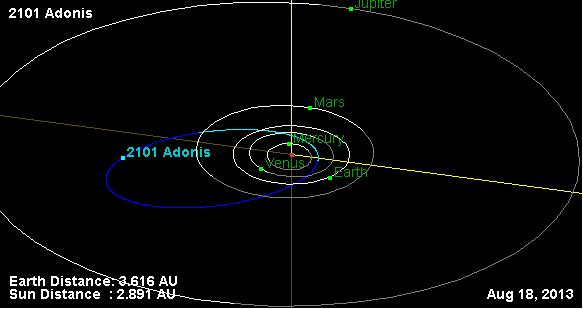

(2101) 阿多尼斯（2101 Adonis）是第一顆被觀測到的近地小行星。它在1936年被歐仁·約瑟夫·德爾波特發現並命名為阿多尼斯，他是與維納斯墜入愛河的美麗青年。(2101) 阿多尼斯的直徑經過測量據信是1公里。
在發現的初期因為太過於接近，以致沒有足夠的觀測資料可以計算軌道，因此一度成為迷蹤小行星，直到1977年才被查爾斯·科瓦爾重新發現。
(2101) 阿多尼斯是繼(1862) 阿波羅之後發現的第二顆阿波羅型小行星，但它可能是一顆熄火彗星，並可能是一些流星雨的來源。
(2101) 阿多尼斯會接近金星、地球、和火星，它在 21世紀會六度接近地球至30 Gm，最接近的一次是在2036年的5.3Gm。

## 在科幻中的阿多尼斯
參見科幻中的阿多尼斯.
漫畫書丁丁歷險記在1954年出版的月球探險中，它被描述為罕見的在地球和月球之間穿越而過的小天體，使得酒醉的哈達克船長幾乎成為這顆小行星的衛星。

## 外部連結
- Long-lost planet 1936 CA ("Adonis") recovered （页面存档备份，存于）